# Balón de Oro 2021
El Balón de Oro 2021 (en francés: Ballon d'Or) fue la sexagésima quinta edición del galardón entregado por la revista francesa France Football a los mejores futbolistas del año 2021. La ceremonia de entrega del premio tuvo lugar el lunes 29 de noviembre de 2021, en la que Lionel Messi ganó su 7° balón de oro por parte de la selección masculina y de la selección femenina fue Alexia Putellas quien es la primera jugadora española que logra inscribir su nombre en el palmarés del Balón de Oro. En 2020, no se entregó el premio a causas del COVID-19.
El 8 de octubre, France Football publicó la lista de los 30 jugadores, que optan a ganar el Balón de Oro.

## Balón de Oro (Masculino)
| Pos. | Jugador              | Club(es)                      | Puntos | %      |
| ---- | -------------------- | ----------------------------- | ------ | ------ |
| 1    | Lionel Messi         | Barcelona París Saint-Germain | 613    | 22.82% |
| 2    | Robert Lewandowski   | Bayern Múnich                 | 580    | 21.59% |
| 3    | Jorginho             | Chelsea                       | 460    | 17.12% |
| 4    | Karim Benzema        | Real Madrid                   | 239    | 8.89%  |
| 5    | N'Golo Kanté         | Chelsea                       | 186    | 6.92%  |
| 6    | Cristiano Ronaldo    | Juventus Manchester United    | 178    | 6.62%  |
| 7    | Mohamed Salah        | Liverpool                     | 121    | 4.5%   |
| 8    | Kevin de Bruyne      | Manchester City               | 73     | 2.71%  |
| 9    | Kylian Mbappé        | París Saint-Germain           | 58     | 2.15%  |
| 10   | Gianluigi Donnarumma | Milan París Saint-Germain     | 36     | 1.34%  |
| 11   | Erling Haaland       | Borussia Dortmund             | 33     | 1.22%  |
| 12   | Romelu Lukaku        | Internazionale Chelsea        | 26     | 0.96%  |
| 13   | Giorgio Chiellini    | Juventus                      | 26     | 0.96%  |
| 14   | Leonardo Bonucci     | Juventus                      | 18     | 0.67%  |
| 15   | Raheem Sterling      | Manchester City               | 10     | 0.37%  |
| 16   | Neymar               | París Saint-Germain           | 9      | 0.33%  |
| 17   | Luis Suárez          | Atlético de Madrid            | 8      | 0.29%  |
| 18   | Simon Kjær           | Milan                         | 8      | 0.29%  |
| 19   | Mason Mount          | Chelsea                       | 7      | 0.26%  |
| 20   | Riyad Mahrez         | Manchester City               | 7      | 0.26%  |
| 21   | Bruno Fernandes      | Manchester United             | 6      | 0.22%  |
| 21   | Lautaro Martínez     | Internazionale                | 6      |        |
| 23   | Harry Kane           | Tottenham Hotspur             | 4      | 0.14%  |
| 24   | Pedri                | Barcelona                     | 3      | 0.11%  |
| 25   | Phil Foden           | Manchester City               | 2      | 0.07%  |
| 26   | Gerard Moreno        | Villareal                     | 1      | 0.03%  |
| 26   | Rúben Dias           | Manchester City               | 1      |        |
| 26   | Nicolò Barella       | Internazionale                | 1      |        |
| 29   | Luka Modrić          | Real Madrid                   | 0      | 0.00%  |
| 29   | César Azpilicueta    | Chelsea                       | 0      |        |

## Balón de Oro (Femenino)
| Pos. | Jugadora           | Club (es)           | Puntos | % Votos |
| ---- | ------------------ | ------------------- | ------ | ------- |
| 1    | Alexia Putellas    | Barcelona           | 186    | 46.27%  |
| 2    | Jennifer Hermoso   | Barcelona           | 84     | 20.90%  |
| 3    | Sam Kerr           | Chelsea             | 46     | 11.44%  |
| 4    | Vivianne Miedema   | Arsenal             | 46     | 11.44%  |
| 5    | Lieke Martens      | Barcelona           | 40     | 9.95%   |
| 6    | Christine Sinclair | Portland Thorns FC  | 36     |         |
| 7    | Pernille Harder    | Chelsea             | 33     |         |
| 8    | Ashley Lawrence    | París Saint-Germain | 26     |         |
| 9    | Jessie Fleming     | Chelsea             | 25     |         |
| 10   | Fran Kirby         | Chelsea             | 22     |         |

| Jugadora                | Club (es)                              |
| ----------------------- | -------------------------------------- |
| Marie-Antoinette Katoto | Paris Saint-Germain                    |
| Stina Blackstenius      | BK Häcken                              |
| Magdalena Eriksson      | Chelsea FC                             |
| Sam Kerr                | Chelsea FC                             |
| Alexia Putellas         | FC Barcelona                           |
| Wendie Renard           | Olympique de Lyon                      |
| Samantha Mewis          | Manchester City North Carolina Courage |
| Pernille Harder         | Chelsea FC                             |
| Vivianne Miedema        | Arsenal FC                             |
| Sandra Paños            | FC Barcelona                           |
| Lieke Martens           | FC Barcelona                           |
| Jessie Fleming          | Chelsea FC                             |
| Irene Paredes           | Paris Saint-Germain FC Barcelona       |
| Ashley Lawrence         | Paris Saint-Germain                    |
| Christine Sinclair      | Portland Thorns FC                     |
| Ellen White             | Manchester City                        |
| Christiane Endler       | Paris Saint-Germain Olympique de Lyon  |
| Jennifer Hermoso        | FC Barcelona                           |
| Fran Kirby              | Chelsea FC                             |
| Kadidiatou Diani        | Paris Saint-Germain                    |

## Trofeo Kopa
| Pos. | Jugador         | Club (es)                       | Puntos | % Votos |
| ---- | --------------- | ------------------------------- | ------ | ------- |
| 1    | Pedri González  | FC Barcelona                    | 89     | 39,56 % |
| 2    | Jude Bellingham | Borussia Dortmund               | 39     | 17,33 % |
| 3    | Jamal Musiala   | Bayern de Múnich                | 38     | 16,89 % |
| 4    | Nuno Mendes     | Sporting CP Paris Saint-Germain | 23     | 10,22 % |
| 5    | Mason Greenwood | Manchester United               | 15     | 6,67 %  |

### Nominados
| Jugador          | Club (es)                       |
| ---------------- | ------------------------------- |
| Mason Greenwood  | Manchester United               |
| Bukayo Saka      | Arsenal FC                      |
| Pedri González   | FC Barcelona                    |
| Jérémy Doku      | Stade Rennais                   |
| Ryan Gravenberch | Ajax FC                         |
| Jamal Musiala    | Bayern de Múnich                |
| Florian Wirtz    | Bayer Leverkusen                |
| Jude Bellingham  | Borussia Dortmund               |
| Giovanni Reyna   | Borussia Dortmund               |
| Nuno Mendes      | Sporting CP Paris Saint-Germain |

## Trofeo Yashin
| Pos. | Jugador              | Club (es)                 | Puntos | % Votos |
| ---- | -------------------- | ------------------------- | ------ | ------- |
| 1    | Gianluigi Donnarumma | Milan Paris Saint-Germain | 594    |         |
| 2    | Edouard Mendy        | Chelsea                   | 404    |         |
| 3    | Jan Oblak            | Atlético de Madrid        | 155    |         |
| 4    | Ederson Moraes       | Manchester City           | 93     |         |
| 5    | Manuel Neuer         | Bayern de Múnich          | 91     |         |
| 6    | Emiliano Martínez    | Aston Villa               | 90     |         |
| 7    | Kasper Schmeichel    | Leicester City            | 76     |         |
| 8    | Thibaut Courtois     | Real Madrid               | 29     |         |
| 8    | Keylor Navas         | Paris Saint-Germain       | 29     |         |
| 10   | Samir Handanović     | Inter de Milán            | 8      |         |

### Nominados
| Jugador              | Club (es)                 |
| -------------------- | ------------------------- |
| Gianluigi Donnarumma | Milan Paris Saint-Germain |
| Ederson Moraes       | Manchester City           |
| Kasper Schmeichel    | Leicester City            |
| Edouard Mendy        | Chelsea                   |
| Thibaut Courtois     | Real Madrid               |
| Keylor Navas         | Paris Saint-Germain       |
| Emiliano Martínez    | Aston Villa               |
| Jan Oblak            | Atlético de Madrid        |
| Samir Handanović     | Inter de Milán            |
| Manuel Neuer         | Bayern de Múnich          |